# Alcides Sosa
Alcides Sosa Ovelar (Caraguatay, 24 marzo 1944) è un ex calciatore paraguaiano, di ruolo difensore.

## Carriera

### Club
Ha giocato nella massima serie dei campionati paraguaiano e colombiano.

### Nazionale
Dal 1968 al 1977 ha giocato 48 partite con la nazionale paraguaiana, prendendo parte alla Copa América 1975.

## Palmarès

### Club

#### Competizioni nazionali
- Campionato paraguaiano: 6

Guaraní: 1967, 1969
Olimpia: 1971, 1975, 1978, 1979

#### Competizioni internazionali
- Coppa Libertadores: 1

Olimpia: 1979
- Coppa Intercontinentale: 1

Olimpia: 1979
- Coppa Interamericana: 1

Olimpia: 1979